# Tár
Tár és una pel·lícula estatunidenca de 2022 de drama psicològic dirigida i escrita per Todd Field. És protagonitzada per Cate Blanchett que interpreta a Lydia Tár, una famosa directora d'orquestra. Tár es va estrenar en la 79a Mostra Internacional de Cinema de Venècia el setembre de 2022, on Blanchett va guanyar la Copa Volpi a la millor actriu. La pel·lícula esta protagonitzada per Cate Blanchett, Nina Hoss, Mark Strong i Noémie Merlant. S'ha subtitulat al català.

## Sinopsi
Ambientada en el món internacional de la música clàssica, la pel·lícula se centra en Lydia Tár, considerada una de les més grans compositores i directores vives, i la primera dona directora d'una orquestra alemanya.

## Repartiment
- Cate Blanchett com Lydia Tár, una reconeguda compositora i directora d’orquesta[4]
- Nina Hoss com Sharon Goodnow, concertista i parella de Lydia[5]
- Noémie Merlant com Francesca Lentini, assistent de Lydia[6]
- Sophie Kauer com Olga Metkina, una jove violoncel·lista rusa[7]
- Julian Glover com Andris Davis, el predecessor de predecessor
- Allan Corduner com Sebastian Brix, l’ajudant de direcció de Lydia
- Mark Strong com Eliot Kaplan, banquer d'inversions, director aficionat i gestor del programa de beques de Lydia
- Sylvia Flote com Krista Taylor, un antic membre del programa de beques de Lydia
- Adam Gopnik com ell mateix, l'entrevistador de Lydia a The New Yorker Festival[8]
- Mila Bogojevic com Petra, la filla adoptada de Lydia i Sharon
- Zethphan Smith-Gneist com Max, un estudiant de l'escola Juilliard[9]
- Lee Sellars com Tony Tarr, el germà de Lydia
- Sydney Lemmon com Whitney Reese, una fan de Lydia